# 王宗渥
王宗渥（9世纪—925年），本名郑渥，京兆府人，五代十国前蜀将领。前蜀高祖王建养子之一。
郑渥开始事奉王建为牙校，王建攻打成都，派郑渥诈降来刺探城中虚实。陈敬瑄于是纳降，任命郑渥为大将，让他守卫抵御王建。后来乘机回到王建大营，报告成都消息。王建嘉赏，列为义子，赐姓王，名为宗渥。咸康元年（925年），前蜀灭亡，被后唐魏王李继岌处决。